# Neil Dudgeon
Neil Dudgeon (født 1. januar 1961) er en engelsk skuespiller. Han er primært kendt for en række optrædener i tv-film og tv-serier, oftest i kriminalfilm eller -serier. Som John Barnaby erstattede den pensionerede John Nettles (Tom Barnaby) i hovedrollen i Kriminalkommissær Barnaby.